# Hans Warren
Pour les articles homonymes, voir Warren.
Johannes Adrianus Menne (Hans) Warren est un écrivain néerlandais, né à Borssele (Zélande) le 20 octobre 1921 et mort à Goes le 19 décembre 2001.
Il a écrit essentiellement de la poésie, entre autres les recueils Pastorale, Een roos van Jericho, Tijd et Een stip op de wereldkaart. Mais il fut aussi prosateur, diariste, essayiste et traducteur du français (Marquis de Sade) et du grec (Platon, Constantin Cavafy). Warren a obtenu la grande notoriété après la publication de son Geheim Dagboek (Journal intime secret). En 2005, son roman posthume Een vriend voor de schemering est paru.

## Prix
- 1958 - Lucy B. en C.W. van der Hoogtprijs pour Saïd
- 1970 - Pierre Bayle Prijs pour ses critiques littéraires
- 1971 - Zeeuwse prijs voor Kunsten en Wetenschappen pour l'intégralité de son œuvre
- 1981 - Culturele prijs Goes pour Geheim dagboek et sa chronique littéraire hebdomadaire dans le journal régional Provinciale Zeeuwse Courant.

## Publications
- 1946 - Pastorale
- 1947 - In memoriam Dr Jac. P. Thijsse
- 1949 - Nachtvogels
- 1951 - Eiland in de stroom
- 1954 - Leeuw lente
- 1954 - Vijf in je oog
- 1957 - Saïd
- 1959 - Mijn hart wou nergens tieren
- 1966 - Een roos van Jericho
- 1969 - Tussen hybris en vergaan
- 1970 - Kritieken
- 1972 - Schetsen uit het Hongaarse volksleven
- 1972 - Verzamelde gedichten 1941-1971
- 1973 - De Olympos
- 1974 - Betreffende vogels
- 1974 - Een liefdeslied
- 1974 - Herakles op de tweesprong
- 1975 - 't Zelve anders
- 1975 - Winter in Pompeï
- 1975 - Steen der hulp (1983[2])
- 1976 - Demetrios
- 1976 - Zeggen wat nooit iemand zei
- 1976 - Zeven gedichten van liefde
- 1978 - De vondst in het wrak
- 1978 - Een otter in Americain
- 1978 - Voor Mario
- 1980 - Spiegel van de Nederlandse poëzie (édition revue en 1984[5])
- 1981 - Geheim dagboek 1942-
- 1981 - Verzamelde gedichten 1941-1981
- 1982 - Dit is werkelijk voor jou geschreven
- 1986 - Bij Marathon
- 1986 - Tijd
- 1987 - Ik ging naar de geheime kamers
- 1987 - Het dagboek als kunstvorm
- 1989 - Binnenste buiten
- 1992 - Nakijken, dromen, derven
- 1993 - Indigo
- 1993 - Geheim dagboek 1939-1940
- 1996 - Ik ging naar de Noordnol
- 2001 - De Oost
- 2001 - Een stip op de wereldkaart
- 2001 - Om het behoud der eenzaamheid
- 2004 - Tussen Borssele en Parijs
- 2005 - Een vriend voor de schemering